# George Green Foster
Pour les articles homonymes, voir Green et Foster.
George Green Foster, parfois orthographié George Greene Foster (21 janvier 1860, Knowlton, Canada-Est, Province du Canada - 1er mai 1931, Montréal, Québec, Canada), est un avocat, homme d'affaires et homme politique anglo-québécois.
Il est bâtonnier du Québec de 1919 à 1920.

## Origine et formation
Fils de Samuel Willard Foster et d'Ellen Sheperd Green Foster, George Green Foster, du côté maternel, est le descendant d'une longue lignée de Green dont les traces remontent jusqu'en Angleterre au début du XVIIe siècle. Son ancêtre, Thomas Green dit « de Malden », est parti d'Angleterre au cours des années 1640 et s'est établi avec sa famille dans le village de Malden, dans la colonie du Massachusetts. D'après les études généalogiques, George Green Foster est donc membre de la neuvième génération de Green depuis la première fois où le nom a été répertorié. À noter que Thomas Green dit « de Malden » est le premier Green à s'être installé dans les Treize Colonies, d'où le fait que la généalogie américaine le place comme patriarche de sa famille, la première génération des Green en Amérique. Samuel Willard Foster, le père de George, natif de Frost Village au Québec (renommé Waterloo en 1843), a étudié le droit à l'Université du Vermont et a été admis au Barreau du Bas-Canada le 6 février 1854. Samuel Willard Foster a pratiqué le droit avec Louis-Victor Sicotte et Hazard Bailey Terrill. Deux autres enfants sont connus du couple Green-Foster : Samuel Baxter Foster et Ellen Gertrude Foster,.
George Green Foster entame son parcours scolaire à la Knowlton Academy, et poursuit ses études jusqu'à obtenir un baccalauréat en droit civil de l'Université McGill en 1881,. La même année, il est admis au Barreau du Québec.

## Carrière professionnelle

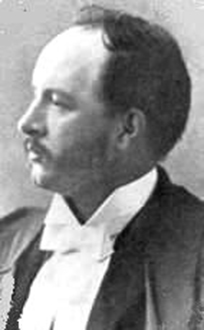
George Green Foster, ca. 1890.

George Green Foster est un homme qui a été énormément impliqué dans le milieu des affaires de son époque. Bien qu'il soit pratiquement impossible de recenser l'ensemble des éléments de son imposant curriculum vitæ, un survol rapide des postes clés qu'il a occupé au courant de sa longue carrière montre que George Green Foster sait parfaitement ce qu'il fait. Il a été, entre autres, président de la Stanstead, Shefford & Chambly Railway, vice-président de la Montreal Tramways, vice-président de la George Hall Coal Co., directeur de la Canadian Bank of Commerce (aujourd'hui CIBC), directeur de la Charles Walmsley & Company (Canada) Limited, directeur de la Canadian Light & Power Co. et de la Montreal Street Railway, vice-président de la Canada Sugar Refining Co., directeur de la Montreal Products, Ltd., directeur de la Black River Pulpwood Co. Ltd. et enfin agent légal et procureur canadien pour la Travellers Insurance Co., of Hartford, Connecticut,. On le répertorie aussi en tant que vice-président de la Armstrong-Whitworth of Canada Ltd., de la Orford Mountain Railway Co., de la St. Lawrence Power Co., de la Dominion Gresham Guarantee Co., de l'Aluminum Co.,de l'Imperial Realty Co., de la Johnston Richardson Ltd., et maint autres encore,.
Du côté de la pratique du droit, George Green Foster s'est notamment distingué par son travail auprès du cabinet d'avocat Foster, Mann, Place, Mackinnon, Hackett, Mulvena Hackett & Foster ainsi que de la firme Archibald & Foster,.
En mai 1919, George Green Foster est élu par ses pairs à titre de bâtonnier de Montréal. Toujours en mai 1919, George Green Foster est également élu bâtonnier du Québec pour le bâtonnat de 1919-1920.

## Carrière politique

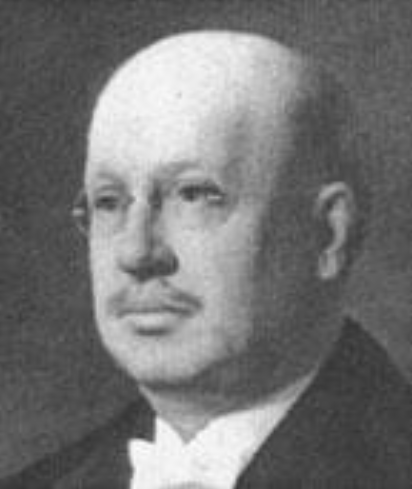
George Green Foster en 1919.

George Green Foster est candidat pour le Parti conservateur du Canada dans la circonscription de Brome lors des Élections canadiennes de 1896. Il est cependant battu le jour du scrutin par le candidat libéral Sydney Arthur Fisher, futur ministre de l'Agriculture. Ce dernier a récolté 1677 voix, contre 1344 pour George Green Foster.
Le 27 juillet 1917, George Green Foster est nommé par Robert Borden, 8e Premier ministre du Canada, à titre de sénateur conservateur pour la division sénatoriale d'Alma,,. Dans ses fonctions sénatoriales, George Green Foster a siégé sur de nombreux comités, nommément ceux de l'administration du service civil, des banques et du commerce, des chemins de fer, des télégraphes & des havres, des édifices et des terrains publics ainsi que de nombreux autres comités spéciaux ou comités mixtes spéciaux portant sur diverses mesures législatives. Il est resté sénateur pendant treize années.

## Vie privée et décès
George Green Foster épouse Mary Maud Buchanan, fille de George Carlo Vidua Buchanan, le 1er janvier 1896,. Ils ont deux enfants ensemble : George Buchanan Foster (en) et Ruth Elizabeth Foster Haldenby,. George Buchanan Foster obtiendra le grade de lieutenant au sein de l'Aviation royale canadienne et combattra pendant la Première Guerre mondiale, puis sera nommé au Conseil législatif du Québec par le gouvernement de Maurice Duplessis en 1946 pour la division de Victoria,,. Il siégera à titre de conseiller législatif jusqu'à la dissolution du Conseil législatif en 1968,.
Au fil de sa vie, George Green Foster a été membre de nombreux clubs : club Mount Royal, club Montreal, club Montreal Hunt, club Rideau, club St. George's et le club Country,.
Vers la fin de sa vie, George Green Foster traînait avec lui des problèmes cardiaques qui finirent par s'aggraver,. Au matin du 1er mai 1931, dans sa résidence du 8, avenue Edgehill à Montréal, le sénateur fut incapable de se lever de son lit, se rendormit presque aussitôt et est décédé dans son sommeil, mort en fonction,. À la lumière des événements, George Green Foster est probablement mort d'une crise cardiaque,. Les funérailles se sont déroulés le 4 mai suivant dans son village natal de Knowlton, dans les Cantons-de-l'Est, dans la résidence d'été des Green, le Blarney Castle,. Le même jour, il est inhumé au cimetière de Knowlton,.

## Hommages et distinctions

### Titre honorifique
- Conseiller de la reine

### Titre de civilité
- Monsieur le bâtonnier[10]

## Généalogie
- Thomas Green « de Malden » (ca. 1606-1667), né en Angleterre, épouse Elizabeth Green (ca. 1610-1658) - ils ont 10 enfants ensemble. Le couple s'installe à Malden, Massachusetts, Nouvelle-Angleterre autour de 1650. Veuf, Thomas Green épouse Frances Cook en 1659 - aucun enfant n'est issu du couple[2].
  - Thomas Green (ca. 1630-1672) l'aîné de Thomas Green, né en Angleterre, fermier, épouse Rebecca Green, née Hills (ca. 1630-1674) en 1653 - ils ont 5 enfants ensemble[24].
    - Capitaine Samuel Green (1670-1735), cinquième et dernier enfant de Thomas Green, né à Malden, Massachusetts, militaire, épouse Elizabeth Upham (ca. 1675-1761), ca. 1690 - ils ont 8 enfants ensemble[25].
      - Révérend Thomas Green (1699-1773), quatrième enfant de Samuel Green, né à Malden, Massachusetts, physicien et pasteur baptiste, épouse Martha Lynde (ca. 1700-1780) en janvier 1725 - ils ont 7 enfants ensemble[26].
        - Thomas Green (1733-1807), quatrième enfant de Thomas Green, né à Leicester, Massachusetts, fermier, épouse Hannah Green, née Fox (ca. 1730-ca. 1790), ca. 1750. Veuf, il épouse Anna Hovey (1744-1807). 10 enfants sont connus de Thomas Green[27].
          - Docteur Isaac Green (1759-ca. 1830), troisième enfant de Thomas Green, né à Leicester, Massachusetts, épouse Ann Barrett (1774-ca. 1830) en 1792 - ils ont 7 enfants ensemble. Le couple s'installe à Windsor, Vermont, en 1788[28].
            - Docteur George Barrett Green (1798-1829), quatrième enfant d'Isaac Green, né à Windsor, Vermont, épouse Mary Hatch Jones (ca. 1800-1840) en 1829 - ils ont 5 enfants ensemble. Veuf, George Barrett Green s'est remarié[29].
              - Ellen Sheperd Foster, née Green (1836-1933), quatrième enfant de George Barrett Green, née à Windsor, Vermont, épouse Samuel Willard Foster (1827-1915) en septembre 1857 - ils ont trois enfants ensemble[3].

#### Droit
- Avocat, Juriste
- Droit au Québec, Droit civil
- Histoire du droit au Québec, XIXe siècle en droit au Québec, XXe siècle en droit au Québec
- Système judiciaire du Québec, Loi du Québec
- Barreau du Québec, Bâtonnier du Québec
- Barreau de Montréal, Districts judiciaires du Québec
- Code civil du Bas-Canada, Code criminel du Canada